# Ali Adde
Ali Adde (arabisch علي أدى, auch: ’Ali ’Adde, Ali Addeh, Ali Addé) ist ein Ort in der Region Ali Sabieh in Dschibuti.
Bei Ali Adde befindet sich seit 1991 ein Flüchtlingslager, in dem vorwiegend Somalier, daneben auch Äthiopier (vor allem aus den Regionen Oromia und Somali) und Eritreer leben. Seit die Lager von Aour Aoussa (1995), Assamo (1998) und Holhol (2006) geschlossen wurden, ist es das einzige Flüchtlingslager Dschibutis.
Anfang 2011 beherbergte das Lager über 14.300 Flüchtlinge, davon rund 13.750 aus Somalia.